# Borgerforeningen

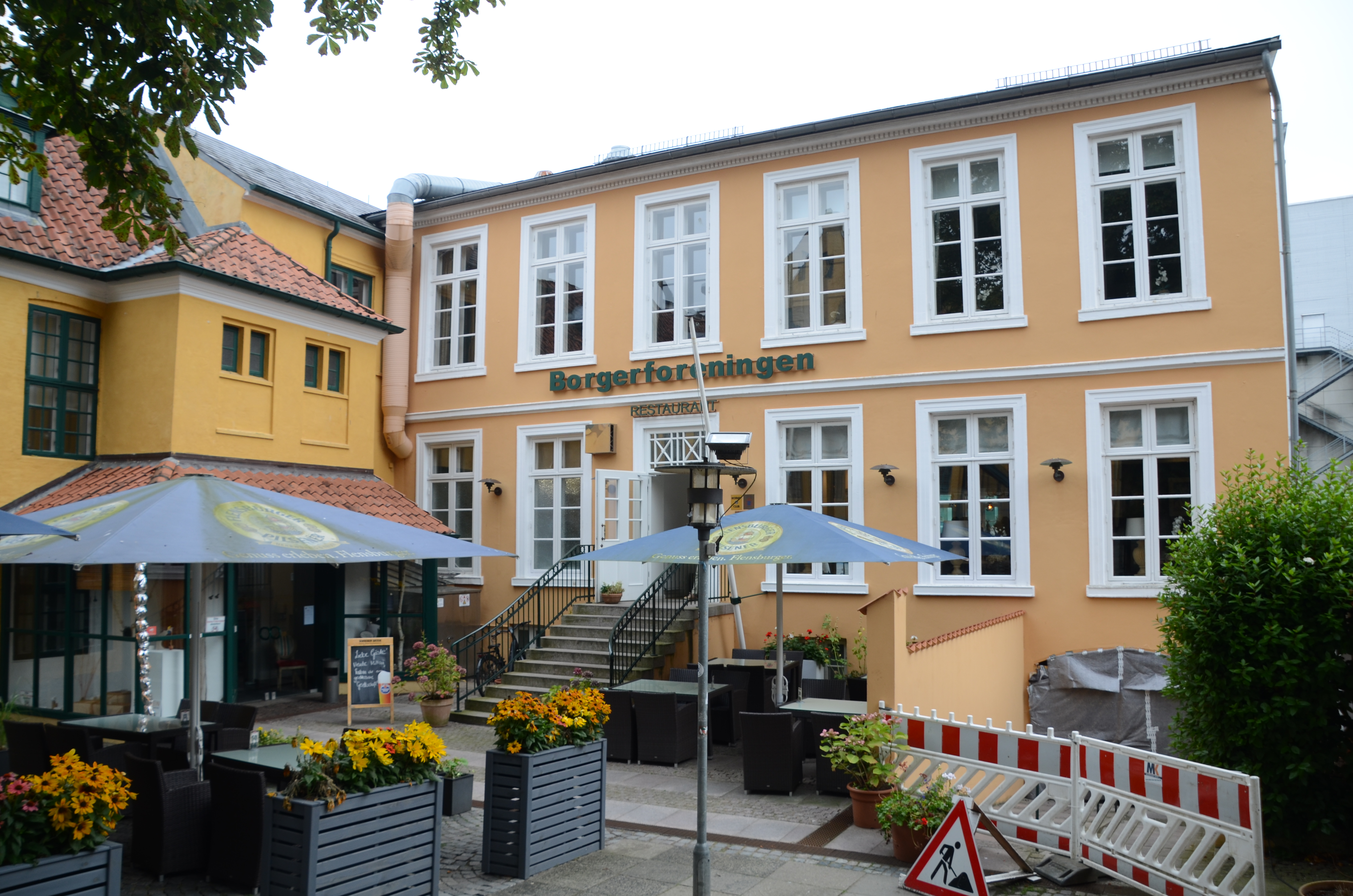
Das Borgerforeningen (2024)

Der Borgerforeningen wurde im 19. Jahrhundert unter dem deutschen Namen „Bürgerverein“ in Flensburg gegründet. Heute ist der Borgerforeningen durch sein in der Flensburger Innenstadt liegendes Restaurant und den Hof gleichen Namens bekannt. Der Verein selber versteht sich als offener dänischer Verein.

## Geschichte
Am 12. Mai 1835 wurde das Borgerforeningen unter dem Namen „Bürgerverein“ als Geselligkeitsverein gegründet. 1844 erwarb der Bürgerverein das Grundstück Holm 17 und baute das heute noch bestehende Quergebäude, zu dem auch ein Festsaal gehört. Der zunächst schleswig-holsteinische und liberale Verein wandte sich im Zuge des Nationalitätenstreites der dänischen Seite zu. In Folge wurde auch der Name zu Borgerforeningen geändert. In den Jahren 1846 und 1847 hatte der Verein den dänischen König Christian VIII. zu Gast. Ab 1857 besuchte König Friedrich VII. von Dänemark regelmäßig die Vereinsfeste. Der Verein organisierte damals auch die Einweihungsfeier des Idstedt-Löwen am 25. Juli 1862 auf dem Alten Friedhof, bei der der König jedoch nicht erschien.
Seit April 1864 dienten das Haus des Bürgervereins und das nicht weit entfernte Ständehaus als Kriegslazarette (vgl. Deutsch-Dänischer Krieg), in denen Aachener Franziskanerinnen mit Unterstützung des Malteserordens sich engagierten, womit das erste Krankenhaus der Malteser, Flensburgs Malteser St. Franziskus-Hospital entstand.
Zum Ende des Zweiten Weltkrieges wurde das Restaurant Borgerforeningen eine Anlaufstelle für Flüchtlinge. Sein Pächter Hanni Matthiesen beteiligte sich ab 1944 am Widerstand in Flensburg, der mit dem dänischen Widerstand kooperierte und Flüchtlingen und Deserteuren über die Grenze half. Außerdem verschaffte man dem dänischen Widerstand Waffen, die aus Lokalen von Polizisten und Marineangehörigen entwendet wurden. Der Pächter versteckte die Waffen danach vorübergehend in der Kegelbahn des Borgerforeningen. Danach wurden die Waffen beispielsweise in Kinderwagen oder in einem doppelten Boden einer Tasche einer Hebamme und später auch durch Fuhrunternehmer über die Grenze geschmuggelt. Matthiesen schmuggelte zudem Sprengstoff in seiner Beinprothese, die er nach einer Kriegsverletzung trug, über die Grenze. Mit dem Sprengstoff wurden Sabotageaktionen verübt. Matthiesen hatte Kontakt zu Zwangsarbeitern und Kriegsgefangenen in Flensburg, die versuchten, die Kriegsproduktion auf der Flensburger Werft zu behindern.
Der Festsaal ist der letzte erhaltene große Saal eines alten Flensburger Vereins und bietet 180 Sitzplätze an einer Tafel oder 250 Stehplätze für einen Empfang. Heutzutage dient der Saal des Restaurants national ungebundenen Zusammenkünften. Das Borgerforeningen hat sich einer breiteren Zielgruppe geöffnet.

## Hof Borgerforeningen
Der Hof vor dem Stammsitz des Vereins trägt mittlerweile den Namen des Borgerforeningens. Sein ursprünglicher Name lautete Norweger Hof. Der Hof, heute einer der belebtesten Kaufmannshöfe der Stadt, ist über den Holm erreichbar. Über ihn gelangt man auch zum Flensburger ZOB, sodass der Weg häufig einer Abkürzung entspricht. Sowohl das Borgerforeningen als auch die anderen alten Gebäude des Hofes sind als Kulturdenkmale der Flensburger Innenstadt eingetragen. Im vorderen Bereich zum Holm hin liegt das Tort-Jepsen-Haus, das vom Hof aus nur von der Seite erkennbar ist. Dort an der Seite befindet sich in einer angebauten Bude ein Crêpe-Stand. Des Weiteren existieren noch weitere Geschäfte im Hof.

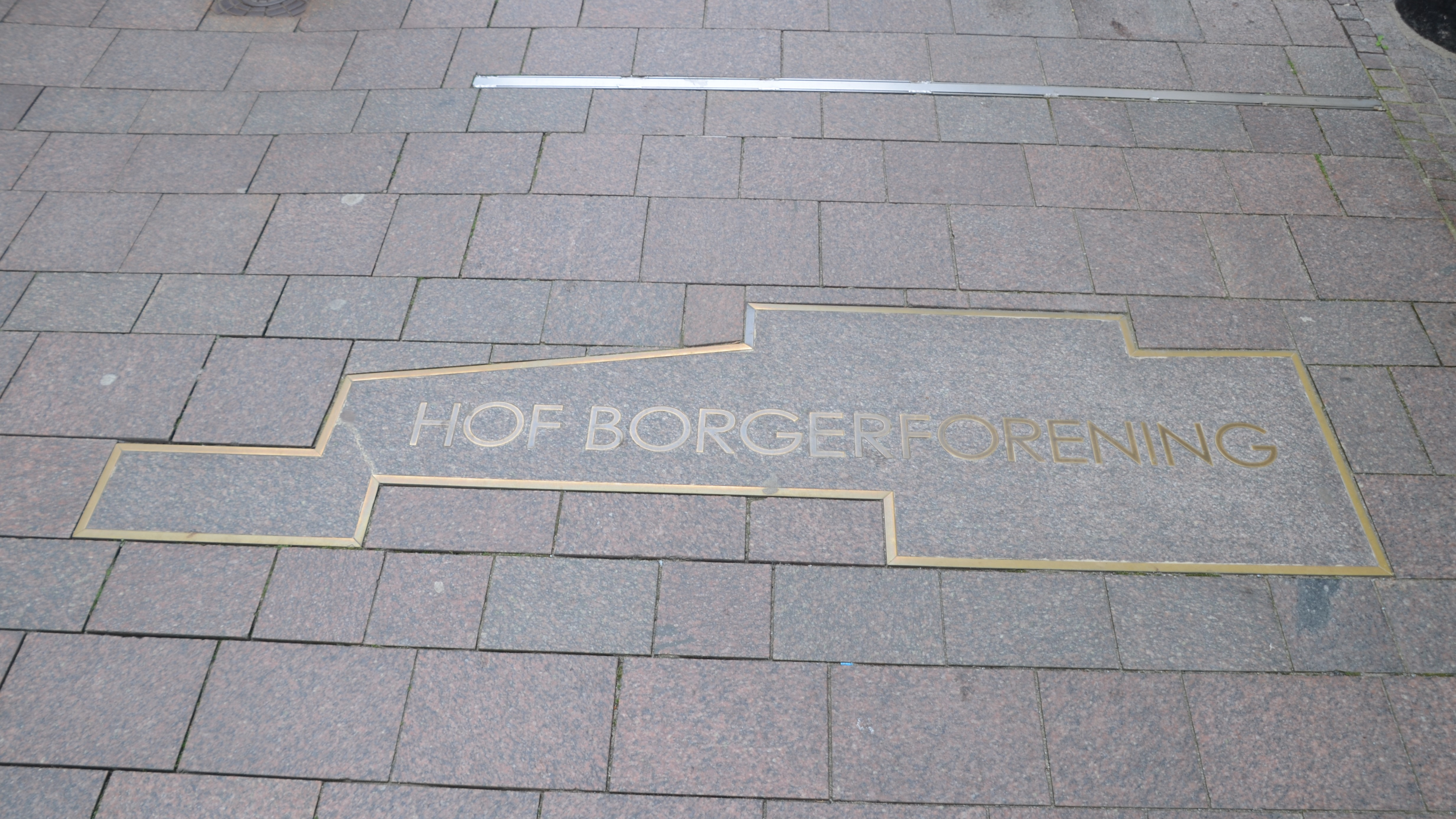
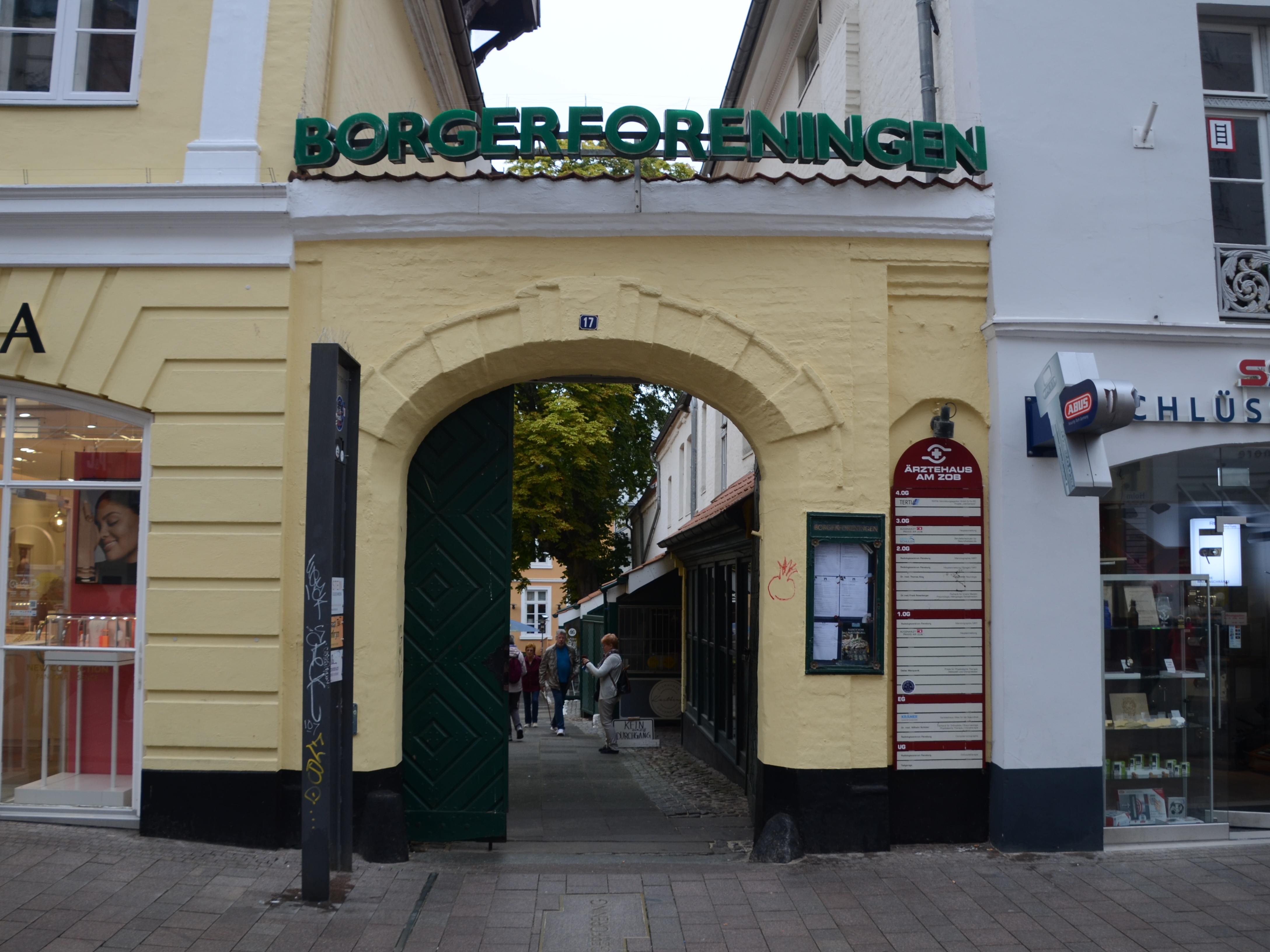
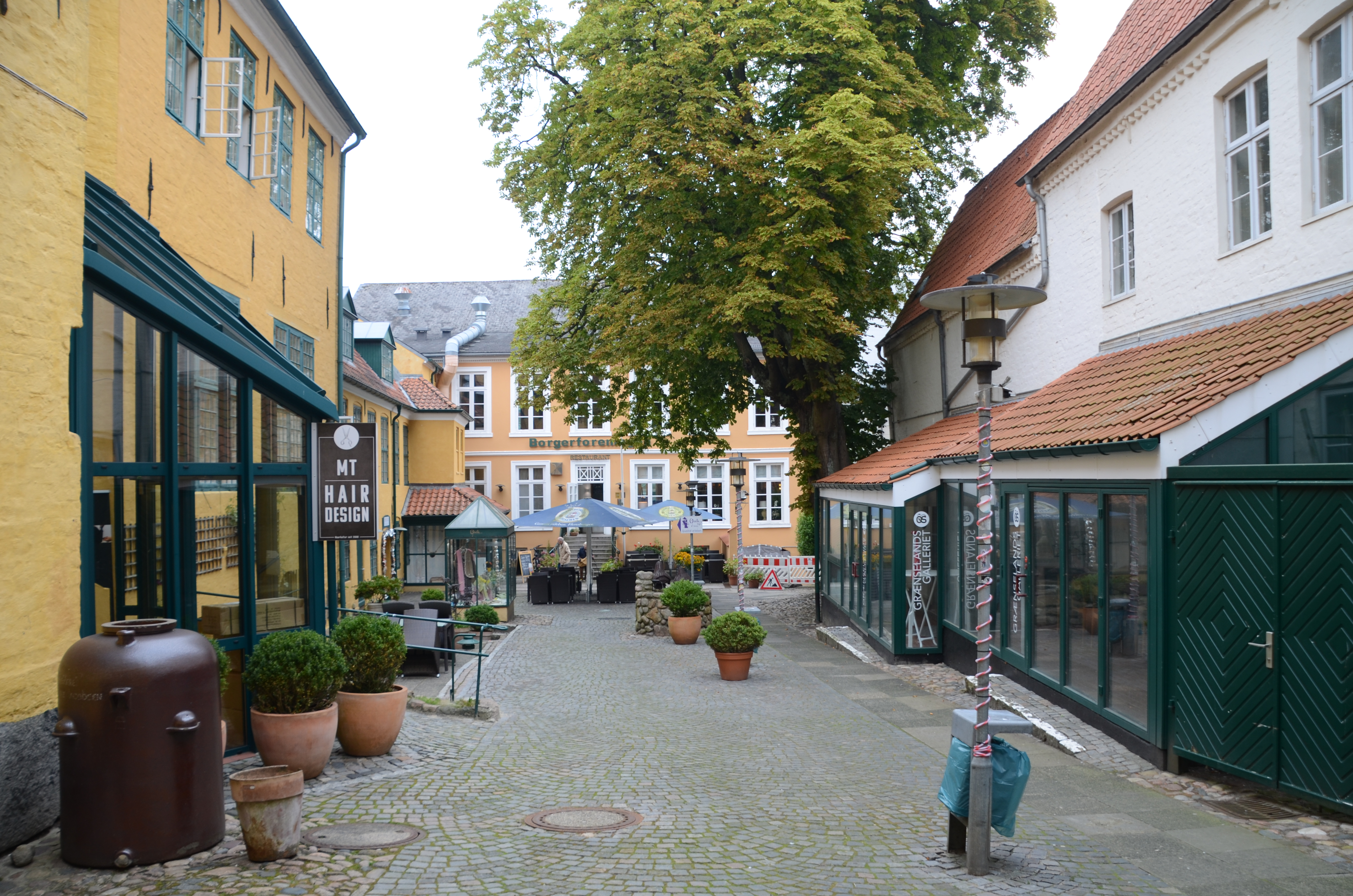
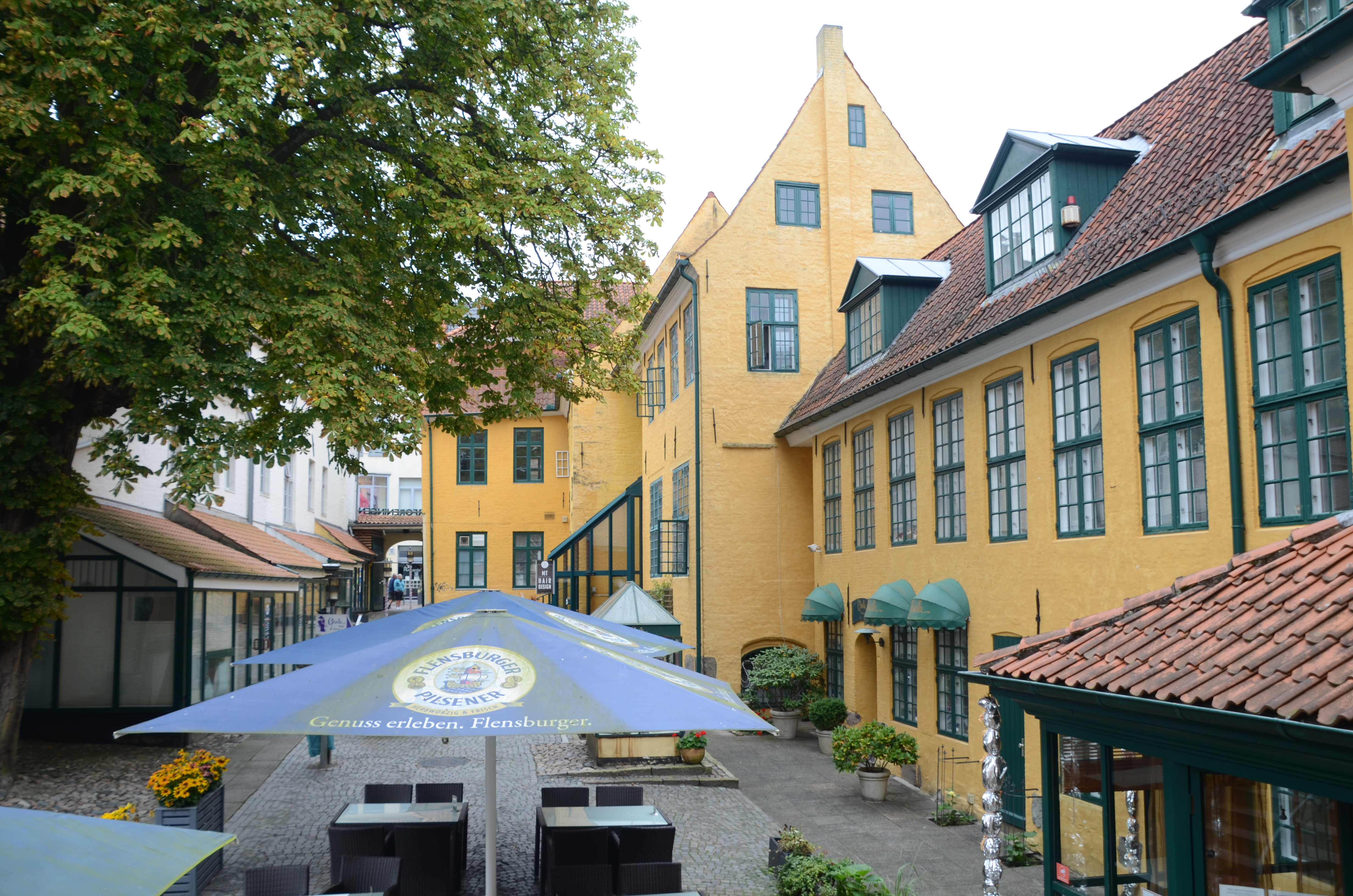

## Anekdote von der Übernachtung Friedrich des Siebenten im Borgerforeningen
Aus der Zeit, als König Friedrich VII. das Borgerforeningen regelmäßig besuchte, ist die folgende Anekdote überliefert: In der Nacht, nach der vorhergehenden Versammlung, übernachteten Friedrich VII. und Gräfin Danner im Borgerforeningen. Doch das gebrechliche Bett musste unter den beiden schweren Menschen nachgeben und brach schließlich zusammen. Am nächsten Vormittag fragte man beim König nach, wie es der Gräfin ergangen sei. Friedrich VII. antwortete: „Sie schlief wie ein Engel!“

## Liste der Direktoren und Vorsitzenden
| Liste der Direktoren des Borgerforeningen   | Liste der Direktoren des Borgerforeningen | Liste der Direktoren des Borgerforeningen |
| Jahr                                        | Direktor                                  | Beruf                                     |
| ------------------------------------------- | ----------------------------------------- | ----------------------------------------- |
| 1835                                        | L.a.Gülich                                | Advokat                                   |
| 1836                                        | Dr. M.G. Høst                             |                                           |
| 1837                                        | C. Schwennsen                             | Senator und Kaufmann                      |
| 1838                                        | J.W.H. Jochimsen                          | Kaufmann                                  |
| 1839                                        | B.A. Ell                                  | Weinhändler                               |
| 1839                                        | Dr. Høst                                  |                                           |
| 1839                                        | Dr. Hermannsen                            |                                           |
| 1840                                        | Dr. med. Levestamm                        |                                           |
| 1841–1842                                   | Jürgen Lorenzen                           | Bürgermeister                             |
| 1843                                        | J.N. Soltau                               | Weinhändler                               |
| 1844                                        | P. Nielsen                                | Senator                                   |
| 1845–1846                                   | Paul Hansen jun.                          | Kommerzienrat                             |
| 1847                                        | C. Schwennsen                             | Senator und Kaufmann                      |
| 1848–1852                                   | Paul Hansen jun.                          | Kommerzienrat                             |
| 1853                                        | J.F. Duseberg                             |                                           |
| 1854                                        | Paul Hansen jun.                          | Kommerzienrat                             |
| 1855                                        | Chr. Hansen jun.                          | Kaufmann                                  |
| 1856–1857                                   | Paul Hansen jun.                          | Kommerzienrat                             |
| 1858                                        | H.P. Schmidt                              | Kanzleirat und Senator                    |
| 1859–1868                                   | Paul Hansen jun.                          | Kommerzienrat                             |
| 1869                                        | Dr. J.F. Duseberg                         |                                           |
| 1870–1884                                   | M. Bucka                                  | Kaufmann                                  |
| Liste der Vorsitzenden des Borgerforeningen |                                           |                                           |
| Jahr                                        | Vorsitzender                              | Beruf                                     |
| 1885–1893                                   | M. Bucka                                  | Kaufmann                                  |
| 1894–1897                                   | J. Jessen                                 | Kaufmann                                  |
| 1898–1899                                   | W.C. Frohne                               |                                           |
| 1900–1903                                   | F.A. Jürgensen                            |                                           |
| 1904–1913                                   | Lor. Poulsen                              |                                           |
| 1914–1918                                   | kein Vorsitzenden                         |                                           |
| 1918–1919                                   | H.J. Hansen                               | Kaufmann                                  |
| 1920–1954                                   | I.C. Møller                               | Großhändler                               |
| 1955–1958                                   | L.P. Christensen                          | Redakteur                                 |
| 1959–1971                                   | Dirk Dirks                                | Rektor                                    |
| 1972                                        | Dr. Johannes Andresen                     |                                           |
| 1973–1979                                   | Bruno Uldall                              | Großhändler                               |
| 1980–1990                                   | Ejnar Ramsing Lorenz                      | Redakteur                                 |
| 1990–1992                                   | Knud Fanø                                 | Rektor                                    |
| 1992–2000                                   | Hardon Hansen                             | Schulleiter                               |
| 2000–2015                                   | Preben Vognsen                            | Disponent                                 |
| 2015–2017                                   | Ruben Fønsbo                              | Pastor                                    |
| 2017–2022                                   | Aase Abild                                | Lehrerin                                  |
| seit 2022                                   | Jens M. Henriksen                         | Bibliotheksleiter                         |

## Liste der Hofeigentümer
| Liste der Hofeigentümer am Holm Nr. 17 (früher Nr. 588, Nr. 517, Nr. 440, Nr. 234) | Liste der Hofeigentümer am Holm Nr. 17 (früher Nr. 588, Nr. 517, Nr. 440, Nr. 234) | Liste der Hofeigentümer am Holm Nr. 17 (früher Nr. 588, Nr. 517, Nr. 440, Nr. 234) |
| Jahr                                                                               | Eigentümer                                                                         | Anmerkungen                                                                        |
| ---------------------------------------------------------------------------------- | ---------------------------------------------------------------------------------- | ---------------------------------------------------------------------------------- |
| 1436                                                                               | M. Releves                                                                         |                                                                                    |
| 1508                                                                               | Lene Ingvertsen                                                                    |                                                                                    |
| 1604                                                                               | Boy von der Wettering                                                              |                                                                                    |
| 1610                                                                               | Friedrich Dame                                                                     | Magister, Propst und Pastor an der Nikolaikirche                                   |
| 1610                                                                               | Boy von der Wettering                                                              |                                                                                    |
| 1610                                                                               | Hinrich Hornemann                                                                  |                                                                                    |
| 1615                                                                               | Ove Schwensen                                                                      |                                                                                    |
| 1625                                                                               | Hans Lange jun.                                                                    |                                                                                    |
| 1635                                                                               | Hans Jepsen                                                                        | Amtsverwalter in Sønderborg                                                        |
| 1649                                                                               | Hinrich Jacobs                                                                     |                                                                                    |
| 1652                                                                               | Hans Lange                                                                         | Bürger aus Flensburg; Preis: 2000 mk. Lybsk                                        |
| 1660                                                                               | Nikolai Thomsen                                                                    | Bürgermeister                                                                      |
| 1670                                                                               | Poehn                                                                              | Hausvogt                                                                           |
| 1698                                                                               | Kristian Wolff                                                                     | Königlicher Postmeister; Preis: 2238 Reichstaler (rigsdaler)                       |
| 1708                                                                               | Mathis Valentiner                                                                  |                                                                                    |
| 1753                                                                               | Hinrich Kristian Valentiner                                                        | Kanzleirat und Oberförster                                                         |
| 1770                                                                               | Josias Høe                                                                         | Advokat am Ober- und Landesgericht; Preis: 4500 Reichstaler                        |
| 1782                                                                               | Cathrine Feddersen                                                                 | Witwe; Preis 8500 Reichstaler                                                      |
| 1803                                                                               | Catharine Feddersen                                                                |                                                                                    |
| 1819                                                                               | Friedrich Feddersen                                                                | Preis: 16.000 Reichstaler                                                          |
| 1835                                                                               | Friederikke Feddersen                                                              | geb. Bøvens                                                                        |
| 1844                                                                               | Borgerforeningen                                                                   | Preis: 24.660 mk. Cour.                                                            |
| 1900                                                                               | Aktieselskabet Borgerforeningen                                                    |                                                                                    |
| 1920                                                                               | Borgerforeningen GmbH                                                              |                                                                                    |